# Ballay
Ballay é uma comuna francesa na região administrativa de Grande Leste, no departamento Ardenas. Estende-se por uma área de 10,58 km². Em 2010 a comuna tinha 290 habitantes (densidade: 27,4 hab./km²).